# Marie d'Evergroote
Marie Jeanne d'Evergroote [orthographe originale néerlandaise : Joanna Maria d'Evergroet] (18 octobre 1783 – 14 mars 1892) était une centenaire belge qui, à sa mort, était la personne la plus âgée connue au monde.

## Biographie
Joana Maria d'Evegroet est née le 18 octobre 1783 à Aubel, aux Pays-Bas autrichiens (aujourd'hui la Belgique), de Laurentius d'Evegroet et de Maria Josepha Daelem. Son nom de famille a plusieurs orthographes, mais celui d'Evergroote figure sur son acte de décès. Elle ne s'est jamais mariée et n'a jamais eu d'enfants.
Joanna Maria d'Evergroet a été baptisée dans la paroisse d'Aubel le 18 octobre 1783, comme l'indique le registre des baptêmes de cette paroisse. Elle était la fille de Laurentius d'Evegroet et de Maria Josepha Daelem. Le mariage de ses parents avait eu lieu dans la même paroisse l'année précédente, le 24 septembre, comme l'indique le registre des mariages. 
L'acte de décès rédigé le 15 mars 1892 indique clairement que Marie Jeanne d'Evegroote est décédée le 14 mars, qu'elle était célibataire, née à Aubel le 18 octobre 1783 comme fille de Laurent d'Evegroote et Marie Josèphe Doolen et qu'elle avait 108 ans et 5 mois.
Marie d'Evergroote est devenue la personne la plus âgée d'Europe le 24 octobre 1888, après le décès de Willem van Renterghem, âgé de 105 ans. Elle est décédée le 14 mars 1892, à l'âge de 108 ans et 148 jours. Son successeur en tant que personne la plus âgée d'Europe était Lavina Hansdatter.